# 使用與滿足研究
使用與滿足理論（Uses and Gratifications Theory）是一種傳播理論，描述了人們尋求媒體以滿足特定需求的原因及方式。該理論假設媒體是一種高度可得的產品，受眾是這種產品的消費者，並且受眾選擇媒體是為了滿足某些需求以及社會和心理用途，例如獲取知識、放鬆、建立社交關係以及尋求消遣。
使用與滿足理論源自於許多先前的傳播理論以及其他理論家的研究成果。該理論具有啟發性價值，因為它為傳播學者提供了一種「透過此觀點來看待有關媒體選擇、消費甚至影響的一系列觀念和理論」的方式。

## 研究內容
長久以來，傳播學的研究集中於傳媒對受眾的影響。1974年，Jay G. Blumler 及 Elihu Katz 提出「使用及滿足」，提出受眾使用傳媒來滿足自己，在傳播學上，開始了受眾如何運用傳媒的研究。它源自社會科學，以社會滿足（gratification of social）及心理需要（psychological needs）的角度來研究傳播過程中的受眾。媒體效果研究的重點從媒體轉向受眾。
使用與滿足的問題透過三種方式取得；包含個人深度訪談的個案調查法、大規模調查，以及對受訪者詳細面談。
經過心理學和長期觀點，Herzog提出更精確的問題來導引分析。這些問題在「收聽者捍衛收聽者間可能的差異」的假設下，有5項心理特質:
1. 經常收聽者比未收聽者還具有較高的社會孤立性(social isolation)
2. 經常收聽者有較低的智趣(intellectual interests)
3. 經常收聽者較不關心公共事務。
4. 經常收聽者的信心較不足，且常被眾多煩惱所困擾。
5. 經常收聽者明顯偏愛收聽廣播。

研究明顯地顯示研究者對收聽者和未收聽者在社會孤立性的因素上產生差異的加設，未能得到證實。
在廣播的使用滿足上，此階段的研究探討得自收聽者自身經驗的滿足之本質，以及收聽者如何將獲得的資訊表現於行為上。研究發現藉由能為劇中人物的困境掉淚、享受劇中描繪的快樂情境，以及從被連續劇激起的侵略感獲得滿足，許多聽眾都能感到滿足。釋放情緒和替代性的情緒經驗是非常重要的滿足形式，而這種滿足形式則源於收聽經驗。研究解果還指出，日間廣播連續劇的忠實聽眾不像那些不怎麼常收聽的聽眾，有較高的教育程度或較富機智。許多聽眾會透過劇中的情節或角色的行為，作為自己在現實生活中行動的導引。
研究閱聽人特質和行為的<使用與滿足>取徑已被當時的其他研究者所採納。最著名的是Bernard Berelson針對紐約市八間主要報社罷工的研究發現，報紙同時提供理性與非理性的功能，滿足許多不同種類的需要。當閱聽人無法取得報紙時，他們會轉向雜誌、廣播、郊區報等其他媒體來填補報紙留下的空缺。
使用與滿足研究認為受眾主動對傳播內容作出選擇。受眾在傳播過程中處於主動角色，他們自由選擇媒體內容以滿足自己需要。因為受眾的社會及心理需要，引發出對媒體的期望，從以作出選擇及接觸，最後得到滿足。Alan M. Rubin (2002) 修改了Blumler & Katz的假设，提出了5个基本假设：
1. 媒体使用是带有动机性的行为
2. 受众在使用媒体的时候具有主动性（核心假设）
3. 社会和社会心理因素引导，过滤和影响传播行为
4. 媒体与其他传播方式相互竞争
5. 一般情况下，受众的使用和满足的过程中占主动，其作用大於媒体，但是也不总如此。

因此，如何定义和测量"主动性"成为使用与满足理论的重点。

## 批評
对于使用与满足理论的批评主要有：
1. 主要概念的操作性定义，比如使用，满足，动机，需求等。如果定义并且测量这些概念对于使用与满足理论的研究结果是否具有实际意义有决定性的影响。
2. 关于受众主动性的批判，主要围绕受众是否具有主动性，如果有，則定义及测量該怎麼做這類問題，以及主動性有無被其他因素所影響。
3. 批判学者提出使用与满足理论忽略了政治经济结构对于媒介的影响。比如，使用与满足理论的实际上假设了每个个体对于媒体的使用和选择是平等的，因此忽略了权利不平等对媒体使用的影响。再如，Carey & Kreiling （1974）提出使用与满足理论忽略了象征符号本身带来的直接满足。

1. ↑  Menon, Devadas. . Computers and Education Open. 2022-12-01, 3: 100076. doi:10.1016/j.caeo.2022.100076.
2. ↑  Katz, Elihu. . Studies in Public Communication. 1 January 1959, 2: 1–6  [2024-11-22]. （原始内容存档于2023-03-25）.
3. ↑  Menon, Devadas. . Telematics and Informatics Reports. 2022-03-05, 5: 100006. ISSN 2772-5030. doi:10.1016/j.teler.2022.100006 （英语）.
4. ↑  Menon, Devadas. . Heliyon. January 2024, 3 (1): e24819. ISSN 2405-8440. PMC 10839884 . PMID 38317995. doi:10.1016/j.heliyon.2024.e24819 .
5. ↑  Menon, Devadas. . Sexuality & Culture. 2024-08-09. ISSN 1936-4822. doi:10.1007/s12119-024-10257-5 （英语）.
6. ↑  Menon, Devadas. . Computers in Human Behavior Reports. January 2021, 3: 100066. doi:10.1016/j.chbr.2021.100066 . Authors list列表中的|first2=缺少|last2= (帮助)
7. ↑  Severin, Werner J.; Tankard Jr., James W. . . Addison Wesley Longman. 2000. ISBN 978-0801333354.
8. ↑  McQuail, Denis. . London: SAGE Publications. 2010: 420–430. ISBN 978-1849202923.
9. ↑  .   [2024-11-22]. （原始内容存档于2023-09-28）.
10. ↑  Menon, Devadas. . International Journal of Listening. 2024-07-21: 1–14. ISSN 1090-4018. doi:10.1080/10904018.2024.2382288 （英语）.
11. ↑  Baran, Stanley J.; Davis, Dennis K.  6th. Boston, MA: Wadsworth. 2009: 416. ISBN 978-0495898870.
12. ↑  Menon, Devadas. . International Journal of Human-Computer Studies. 2022-12-01, 168: 102917. ISSN 1071-5819. doi:10.1016/j.ijhcs.2022.102917.
13. ↑  Menon, Devadas. . Journal of Creative Communications. 2024-05-24  [2024-11-22]. ISSN 0973-2586. doi:10.1177/09732586241240392. （原始内容存档于2024-05-26） （英语）.